# Colombia op de Olympische Zomerspelen 1964
Colombia nam deel aan de Olympische Zomerspelen 1964 in Tokio, Japan. Ook de zesde olympische deelname bleef zonder medailles. De eerste medaille zou in 1972 worden behaald.

## Resultaten en deelnemers per onderdeel

### Atletiek
| Olympiër            | Discipline | Resultaat | Prestatie                                       |
| ------------------- | ---------- | --------- | ----------------------------------------------- |
| Francisco Gutierrez | 100m (m)   | 58e       | serie 7: 6de in 11,0                            |
| Pedro Grajales      | 200m (m)   | 23e       | serie 6: 3de in 21,4 kwartfinale 3: 7de in 21,7 |
| Francisco Gutierrez | 200m (m)   | 38e       | serie 1: 6de in 21,8                            |
| Pedro Grajales      | 400m (m)   | 25e       | serie 5: 4de in 47,2 kwartfinale 4: 6de in 47,8 |
| José Gregorio Neira | 800m (m)   | 41e       | serie 3: 7de in 1.55,6                          |
| Álvaro Mejía        | 5000m (m)  | 41e       | serie 2: 13de in 14.41,4                        |

### Schermen
| Olympiër                                                                     | Discipline      | Resultaat | Prestatie                                                                     |
| ---------------------------------------------------------------------------- | --------------- | --------- | ----------------------------------------------------------------------------- |
| Emilio Echeverry                                                             | degen (m)       | 41e       | groep G: 8ste met 1 overwinning                                               |
| Ernesto Sastre                                                               | degen (m)       | 41e       | groep F: 8ste met 0 overwinningen                                             |
| Dibier Tamayo                                                                | degen (m)       | 41e       | groep E: 8ste met 1 overwinning                                               |
| Emilio Echeverry Ernesto Sastre Dibier Tamayo Humberto Posada                | degen team (m)  | 11e       | groep B: 4de met 0 overwinningen                                              |
| Emilio Echeverry                                                             | floret (m)      | 37e       | groep D: 5de met 1 overwinning                                                |
| Ignacio Posada                                                               | floret (m)      | 25e       | groep G: 4de met 2 overwinningen kwartfinale groep F: 6de met 0 overwinningen |
| Dibier Tamayo                                                                | floret (m)      | 37e       | groep H: 6de met 1 overwinning                                                |
| Ignacio Posada Dibier Tamayo Emilio Echeverry Ernesto Sastre Humberto Posada | floret team (m) | 9e        | groep D: 4de met 0 overwinningen                                              |
| Emilio Echeverry                                                             | sabel (m)       | 33e       | groep D: 5de met 1 overwinning                                                |
| Humberto Posada                                                              | sabel (m)       | 33e       | groep H: 7de met 1 overwinning                                                |
| Ignacio Posada                                                               | sabel (m)       | 17e       | groep A: 4de met 2 overwinningen kwartfinale groep D: 7de met 2 overwinningen |

### Schietsport
| Olympiër            | Discipline              | Resultaat | Prestatie             |
| ------------------- | ----------------------- | --------- | --------------------- |
| Antonio Clopatofsky | 25m snelvuurpistool (m) | 41e       | 560 punten: (281-279) |

### Schoonspringen
| Olympiër    | Discipline    | Resultaat | Prestatie                         |
| ----------- | ------------- | --------- | --------------------------------- |
| Diego Henao | 10m toren (m) | 29e       | voorronde: 29ste met 76,91 punten |

### Wielersport
| Olympiër                                                      | Discipline                    | Resultaat | Prestatie                                                                                 |
| Baan                                                          | Baan                          | Baan      | Baan                                                                                      |
| ------------------------------------------------------------- | ----------------------------- | --------- | ----------------------------------------------------------------------------------------- |
| Eduardo Bustos                                                | sprint (m)                    | 24e       | serie 2: 2de 1ste ronde herkansingen: V van NED van der Touw                              |
| Mario Vanegas                                                 | sprint (m)                    | 5e        | serie 12: 1ste in 12,09 2de ronde: 1ste in 12,07 kwartfinale 2: V van ITA Bianchetto: 0-2 |
| Eduardo Bustos                                                | tijdrit (m)                   | 19e       | 1.15,05                                                                                   |
| Martín Rodríguez                                              | individuele achtervolging (m) | 19e       | serie 7: 2de in 5.17,77                                                                   |
| Weg                                                           |                               |           |                                                                                           |
| Mario Escobar                                                 | wegwedstrijd (m)              | DNF       | niet gefinisht                                                                            |
| Rubén Darío Gómez                                             | wegwedstrijd (m)              | 67e       | 4:39.51,79                                                                                |
| Pablo Hernández                                               | wegwedstrijd (m)              | 53e       | 4:39.51,75                                                                                |
| Martín Rodríguez                                              | wegwedstrijd (m)              | 45e       | 4:39.51,78                                                                                |
| Rubén Darío Gómez Pablo Hernández Javier Suárez Pedro Sánchez | ploegentijdrit (m)            | 21e       | 2:40.59,99                                                                                |

### Zwemmen
| Olympiër     | Discipline           | Resultaat | Prestatie               |
| ------------ | -------------------- | --------- | ----------------------- |
| Julio Arango | 400m vrije slag (m)  | 33e       | serie 2: 5de in 4.35,1  |
| Julio Arango | 1500m vrije slag (m) | 14e       | serie 5: 3de in 17.59,1 |

Afghanistan · Algerije · Argentinië · Australië · Bahama's · België · Bermuda · Birma · Bolivia · Brazilië · Brits-Guiana · Bulgarije · Cambodja · Canada · Ceylon · Chili · Colombia · Congo-Brazzaville · Costa Rica · Cuba · Denemarken · Dominicaanse Republiek · Duits eenheidsteam · Ethiopië · Filipijnen · Finland · Frankrijk · Ghana · Griekenland · Groot-Brittannië · Hongarije · Hongkong · Ierland · IJsland · India · Irak · Iran · Israël · Italië · Ivoorkust · Jamaica · Japan · Joegoslavië · Kameroen · Kenia · Libanon · Liberia · Libië · Liechtenstein · Luxemburg · Madagaskar · Maleisië · Mali · Marokko · Mexico · Monaco · Mongolië · Nederland · Nederlandse Antillen · Nepal · Nieuw-Zeeland · Niger · Nigeria · Noord-Rhodesië · Noorwegen · Oeganda · Oostenrijk · Pakistan · Panama · Peru · Polen · Portugal · Puerto Rico · Roemenië · Senegal · Sovjet-Unie · Spanje · Taiwan · Tanganyika · Thailand · Trinidad en Tobago · Tsjaad · Tsjecho-Slowakije · Tunesië · Turkije · Uruguay · Venezuela · Verenigde Arabische Republiek · Verenigde Staten · Vietnam · Zuid-Korea · Zuid-Rhodesië · Zweden · Zwitserland